# Les Granges (Aube)
Les Granges és un municipi francès al departament de l'Aube i a la regió del Gran Est. L'any 2007 tenia 78 habitants.

## Demografia

### Població
El 2007 la població de fet de Les Granges era de 78 persones. Hi havia 28 famílies de les quals 4 eren unipersonals (4 homes vivint sols), 4 parelles sense fills, 12 parelles amb fills i 8 famílies monoparentals amb fills.
La població ha evolucionat segons el següent gràfic:

### Habitatges
El 2007 hi havia 37 habitatges, 32 eren l'habitatge principal de la família, 2 eren segones residències i 3 estaven desocupats. Tots els 36 habitatges eren cases. Dels 32 habitatges principals, 30 estaven ocupats pels seus propietaris, 1 estava llogat i ocupat pels llogaters i 1 estava cedit a títol gratuït; 4 tenien dues cambres, 7 en tenien tres, 9 en tenien quatre i 13 en tenien cinc o més. 9 habitatges disposaven pel capbaix d'una plaça de pàrquing. A 11 habitatges hi havia un automòbil i a 19 n'hi havia dos o més.

### Piràmide de població
La piràmide de població per edats i sexe el 2009 era:
| Homes | Edats   | Dones |
| ----- | ------- | ----- |
| 0     | 95 o +  | 0     |
| 0     | 90 a 94 | 0     |
| 0     | 85 a 89 | 4     |
| 0     | 80 a 84 | 0     |
| 0     | 75 a 79 | 0     |
| 4     | 70 a 74 | 0     |
| 4     | 65 a 69 | 0     |
| 0     | 60 a 64 | 4     |
| 4     | 55 a 59 | 4     |
| 4     | 50 a 54 | 4     |
| 0     | 45 a 49 | 4     |
| 0     | 40 a 44 | 4     |
| 4     | 35 a 39 | 0     |
| 4     | 30 a 34 | 0     |
| 4     | 25 a 29 | 4     |
| 4     | 20 a 24 | 0     |
| 4     | 15 a 19 | 0     |
| 0     | 10 a 14 | 0     |
| 0     | 5 a 9   | 0     |
| 0     | 0 a 4   | 8     |

## Economia
El 2007 la població en edat de treballar era de 46 persones, 34 eren actives i 12 eren inactives. De les 34 persones actives 29 estaven ocupades (16 homes i 13 dones) i 5 estaven aturades (1 home i 4 dones). De les 12 persones inactives 8 estaven jubilades i 4 estaven classificades com a «altres inactius».
Activitats econòmiques
Els 2 establiments que hi havia el 2007 eren d'empreses de construcció.
Dels 2 establiments de servei als particulars que hi havia el 2009, 1 era una fusteria i 1 lampisteria.

## Poblacions properes
El següent diagrama mostra les poblacions més properes.